# Балгазынский сумон
Балгазынский сумон — административно-территориальная единица (сумон) и муниципальное образование со статусом сельского поселения в Тандинском кожууне Тывы Российской Федерации.
Административный центр сумона — село Балгазын.

## Население
| 2017 | 2018  |
| ---- | ----- |
| 3681 | ↗3867 |

## Состав сумона
| № | Населённый пункт | Тип населённого пункта       | Население    |
| - | ---------------- | ---------------------------- | ------------ |
| 1 | Балгазын         | село, административный центр | ↗3112 (2021) |
| 2 | Краснояровка     | арбан                        | ↘81 (2010)   |
| 3 | Марачевка        | арбан                        | ↘24 (2010)   |
| 4 | Сой              | арбан                        | ↘324 (2010)  |